# Stenelmis calida
Stenelmis calida là một loài bọ cánh cứng trong họ Elmidae. Loài này được Chandler miêu tả khoa học năm 1949.